# Bar (Montenegró)
Bar (cirill betűkkel Бар, olaszul: Antivari, albánul: Tivari, görögül Θηβάριον [Thivárion] vagy Αντιβάριον [Antivárion]) város és község (járás) Montenegró déli részén, az Adriai-tenger partján. Itt van az ország legnagyobb kikötője.

## A község (járás) települései
Arbneš, Bar, Bartula, Besa, Bjeliši, Bobovište, Boljevići, Braćeni, Brca, Brijege, Bukovik, Burtaiši, Ckla, Čeluga, Čanj, Dabezići, Dedići, Dobra Voda, Donja Briska, Donji Brčeli, Donji Murići, Donja Poda, Dračevica, Dupilo, Đinđinovići, Đuravci, Đurmani, Gluhi Do, Godinje, Gornja Briska, Gornji Brčeli, Gornji Murići, Gornja Poda, Grdovići, Gurza, Karanikići, Komarno, Koštanjica, Krnjice, Kruševica, Kunje, Limljani, Livari, Lukići, Mačuge, Mala Gorana, Mali Mikulići, Mali Ostros, Marstijepovići, Martići, Miljevci, Mišići, Menke, Madguž, Orahovo, Ovtočići, Papani, Pečurice, Pelinkovići, Pinčići, Polje, Popratnica, Seoca, Sotonići, Sozina, Stari Bar, Sustaš, Sutomore, Šušanj, Tejani, Tomba, Tomići, Trnovo, Tuđemili, Turčini, Utrg, Velembusi, Veliki Mikulići, Veliki Ostros, Velja Gorana, Velje Selo, Virpazar, Zagrađe, Zaljevo, Zankovići, Zgrade és Zupci.

## Fekvése
Az Adriai-tenger mellett, Ulcinjtől északra, a montenegrói tengermelléken fekszik a több mint tízezer lakosú város.

## Éghajlat
| Hónap                         | Jan. | Feb. | Már. | Ápr. | Máj. | Jún. | Júl. | Aug. | Szep. | Okt. | Nov. | Dec. | Év   |
| ----------------------------- | ---- | ---- | ---- | ---- | ---- | ---- | ---- | ---- | ----- | ---- | ---- | ---- | ---- |
| Átlagos max. hőmérséklet (°C) | 12,3 | 12,9 | 14,9 | 17,9 | 21,9 | 25,2 | 27,8 | 27,8 | 25,3  | 21,7 | 17,3 | 13,7 | 19,9 |
| Átlagos min. hőmérséklet (°C) | 4,3  | 5,1  | 6,7  | 9,2  | 13,0 | 16,3 | 18,4 | 18,3 | 15,9  | 12,6 | 9,2  | 5,9  | 11,3 |
| Átl. csapadékmennyiség (mm)   | 156  | 149  | 130  | 126  | 86   | 57   | 37   | 53   | 107   | 140  | 182  | 170  | 1392 |
| Havi napsütéses órák száma    | 121  | 124  | 171  | 199  | 260  | 297  | 352  | 317  | 252   | 199  | 125  | 112  | 2528 |

## Nevének eredete
Bar – Antivari – neve a római Antibarium-ból származik, mivel az olasz parton fekvő Bari városával szemben fekszik.

## Története
Bar már a bizánci időkben fontos város és érseki székhely volt.
1441 és 1571 közötti időkben Antivari néven velencei, majd török kézen volt.
1878-ban a szabadságukat kivívó crnogorcok (montenegróiak) foglalták el. Az akkori harcoknak esett áldozatául a régi Bar nagy része is.
A régi Bar (Stari Bar) a mai, kikötő körül kiépült Bartól úgy 4 km-rel távolabb, a hegyoldalban terül el. Az egykori Bar romjai alatt még ma is áll az egykori török városrész megmaradt töredéke. A vele szemben levő dombon emelkednek a középkori prímási székhely romjai.
Bar városa máig kitűnik keleties hangulatával, a napjainkig fennmaradt török és albán népviselet és a keleti élet sokfajta megnyilvánulása pedig most is mindennapos a városban.
A mai (új) Bar a kikötő körül alakult ki, parkos, új főutcáját többemeletes szállodák szegélyezik. Bar tengerpartja 3 km hosszú homokos stranddal, a várost körülvevő olajfaligetekkel, melyek közül a hagyomány szerint a legöregebb legalább négyezer éves.

## Nevezetességek
- A régi Bar romjai a város feletti hegyen.
- Szent Miklós templom

## Galéria

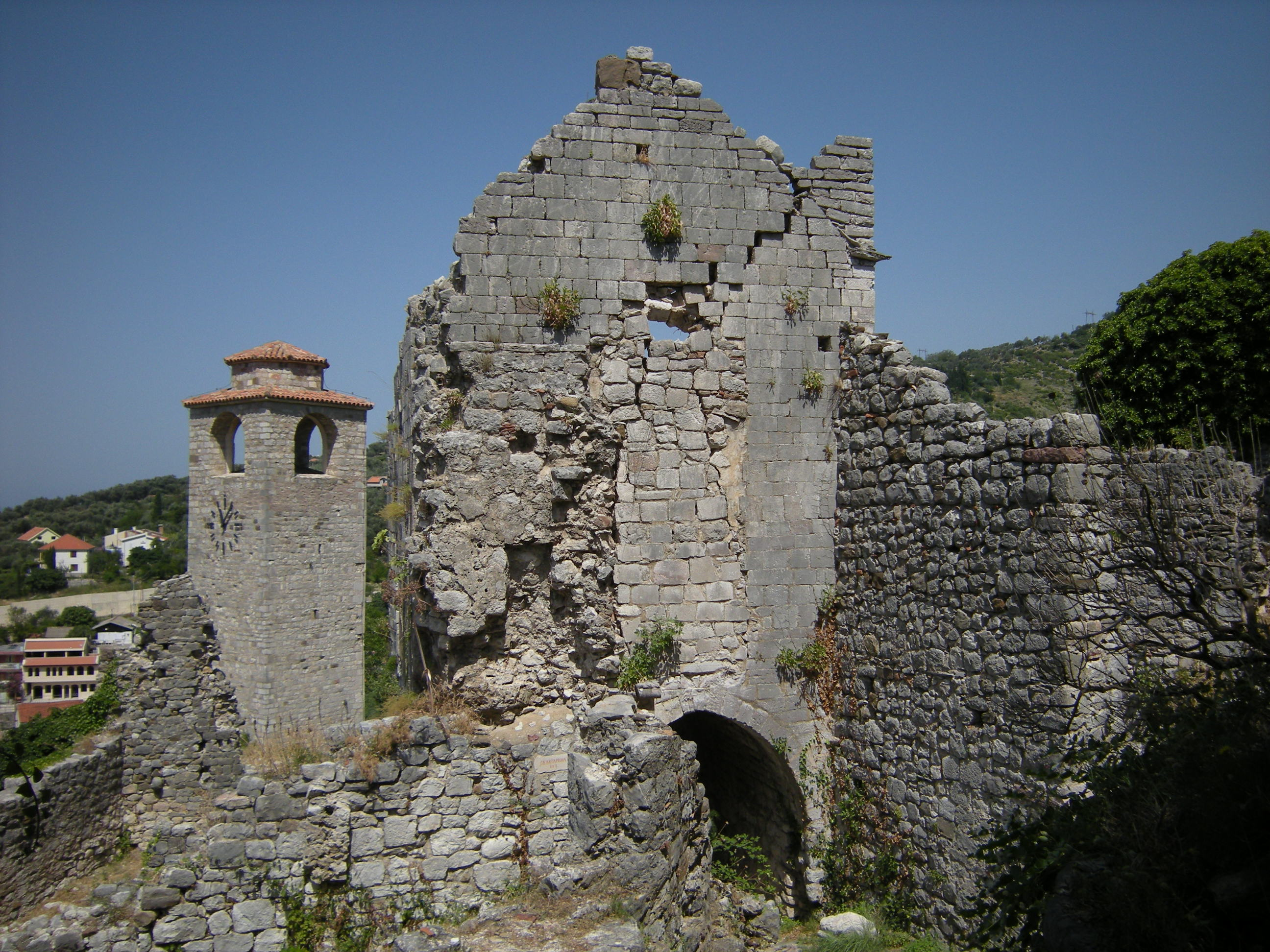
A régi város romjai a hegytetőn
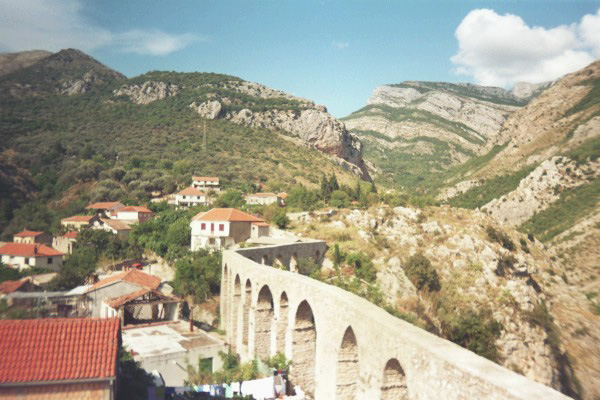
Akvadukt
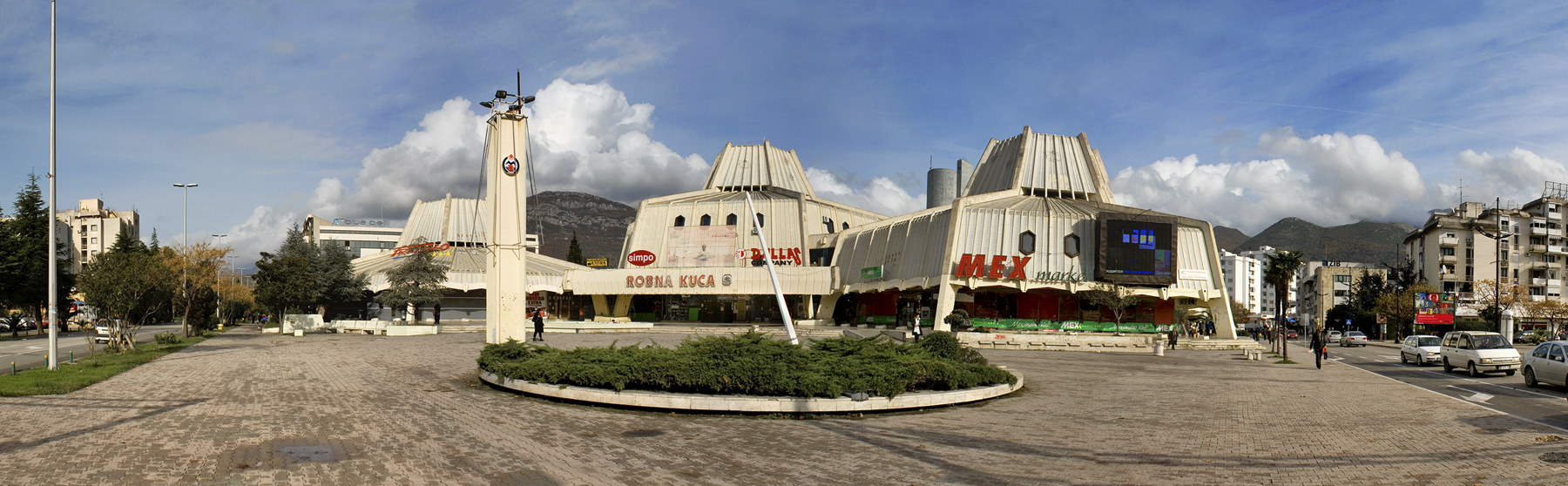
Plázák a Szolidaritás téren, a város főterén
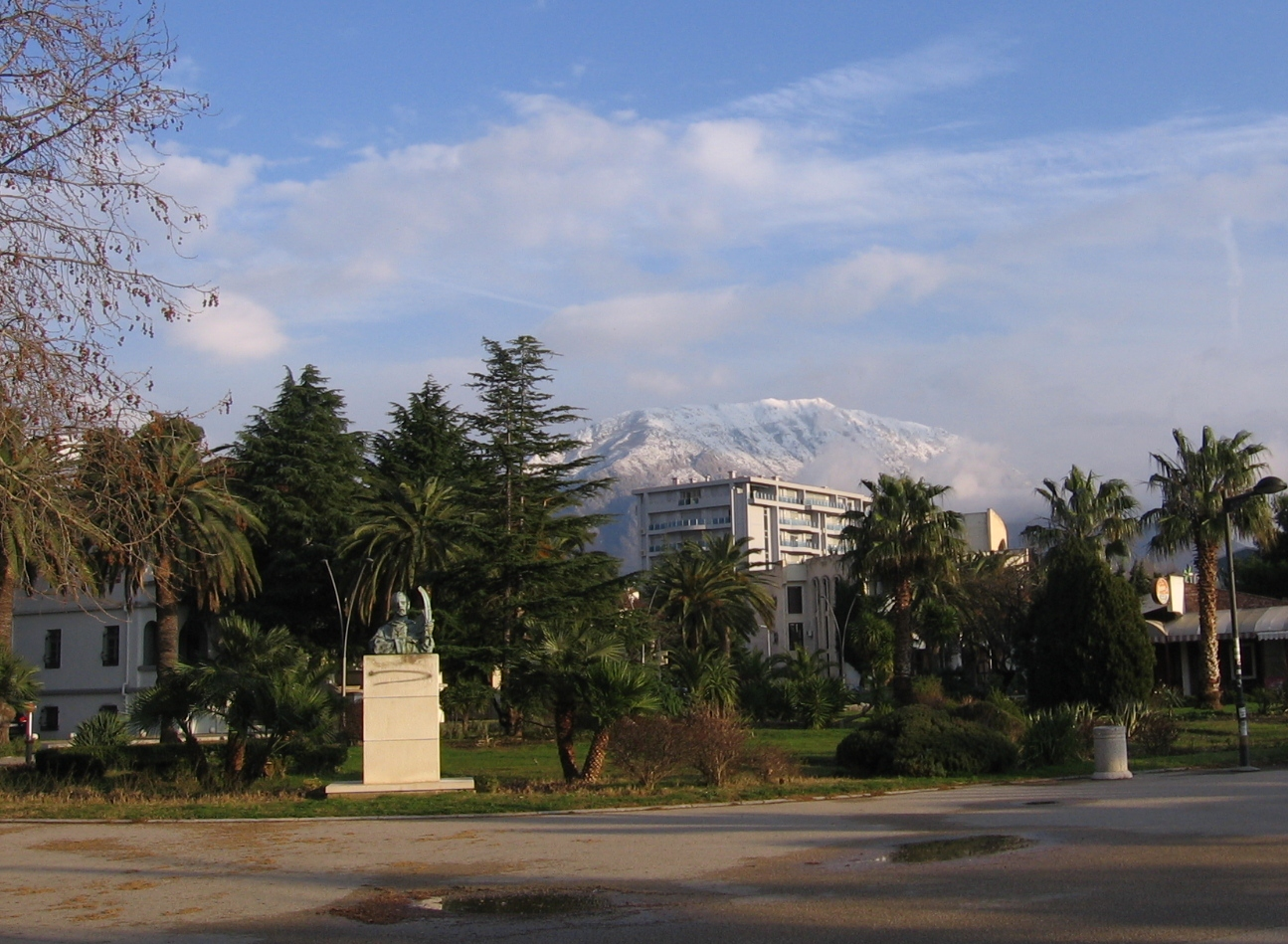
Szolidaritás tér
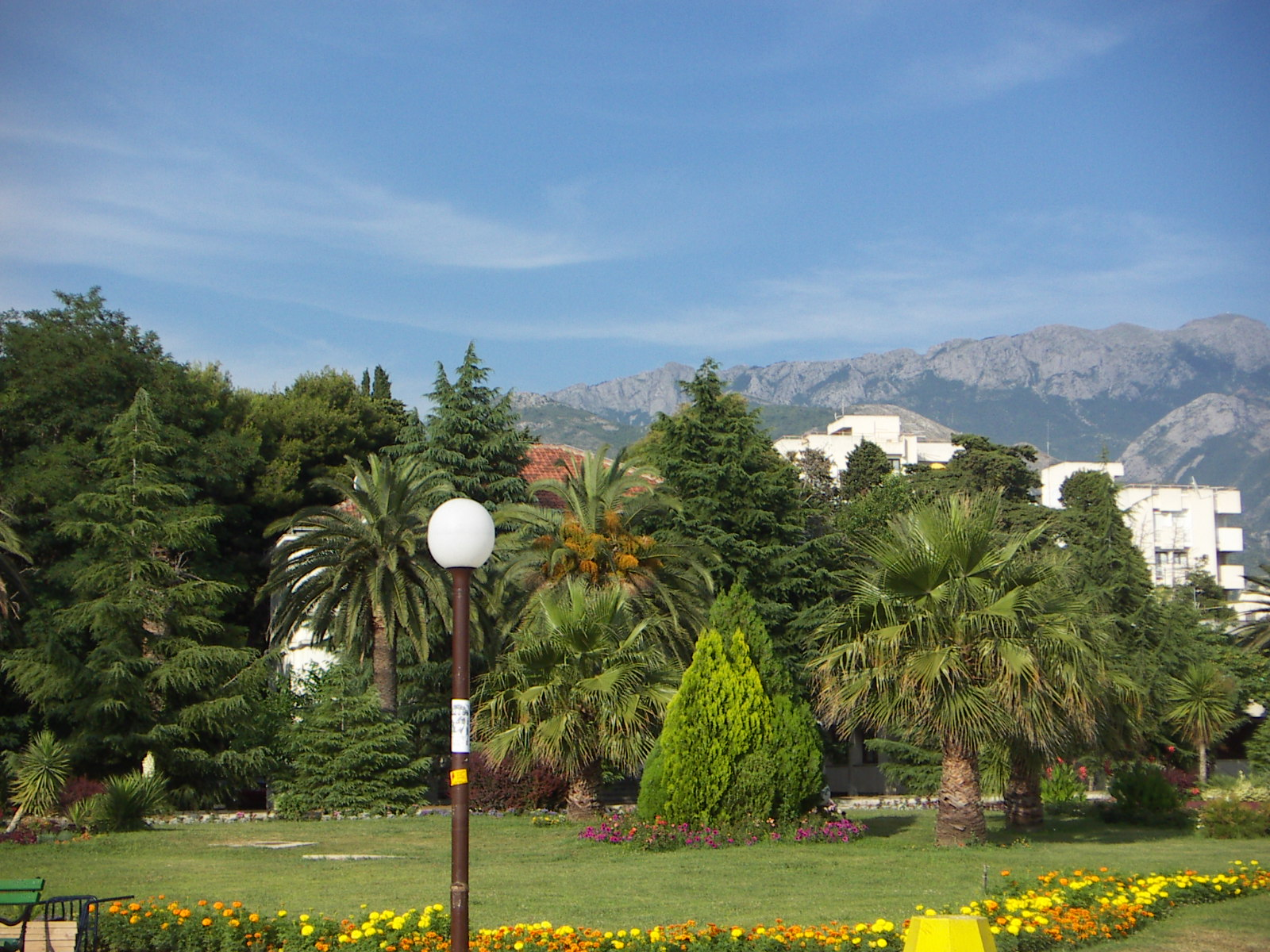
Növények  a városközpontban
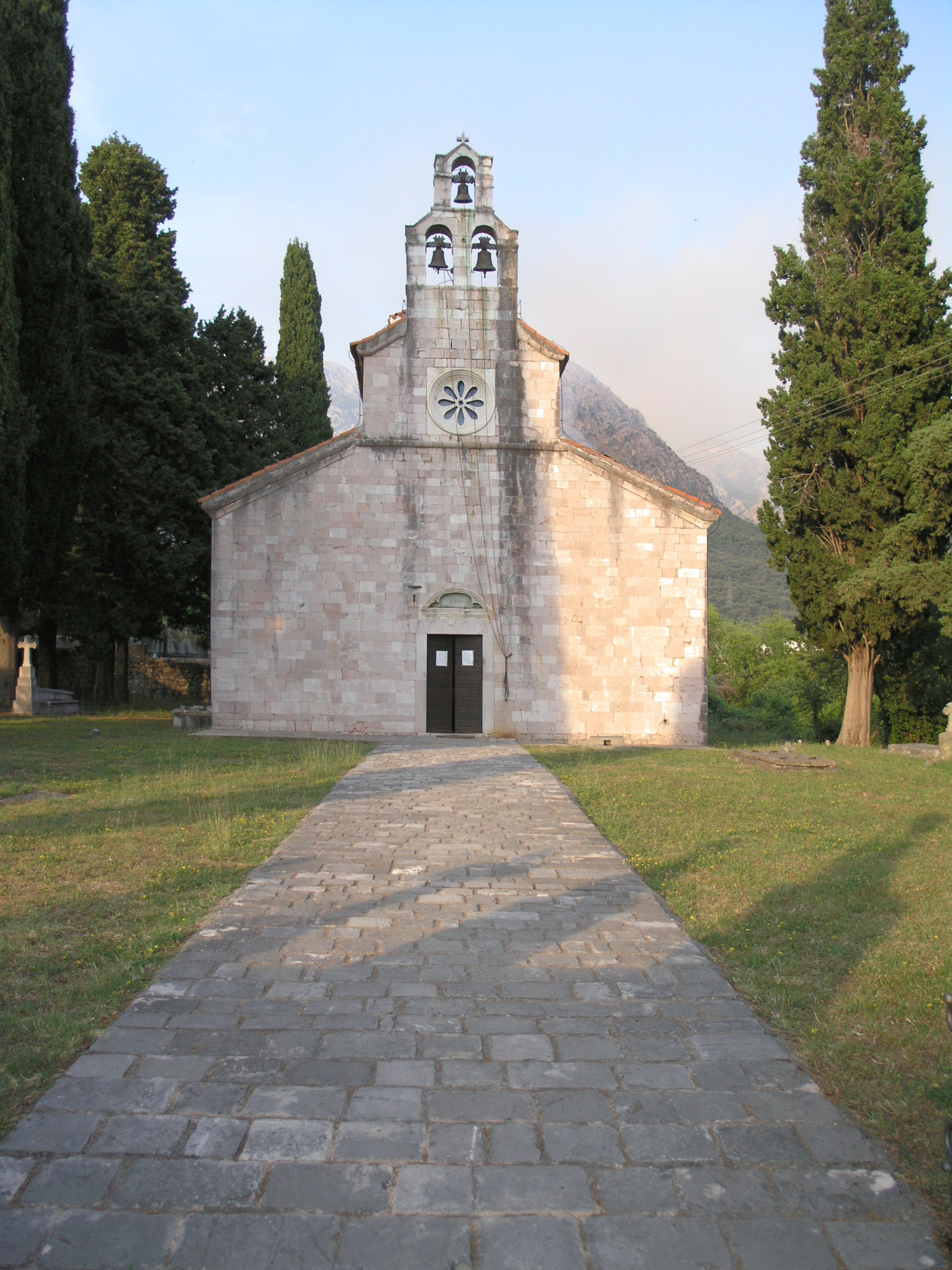
A Szent Miklós templom
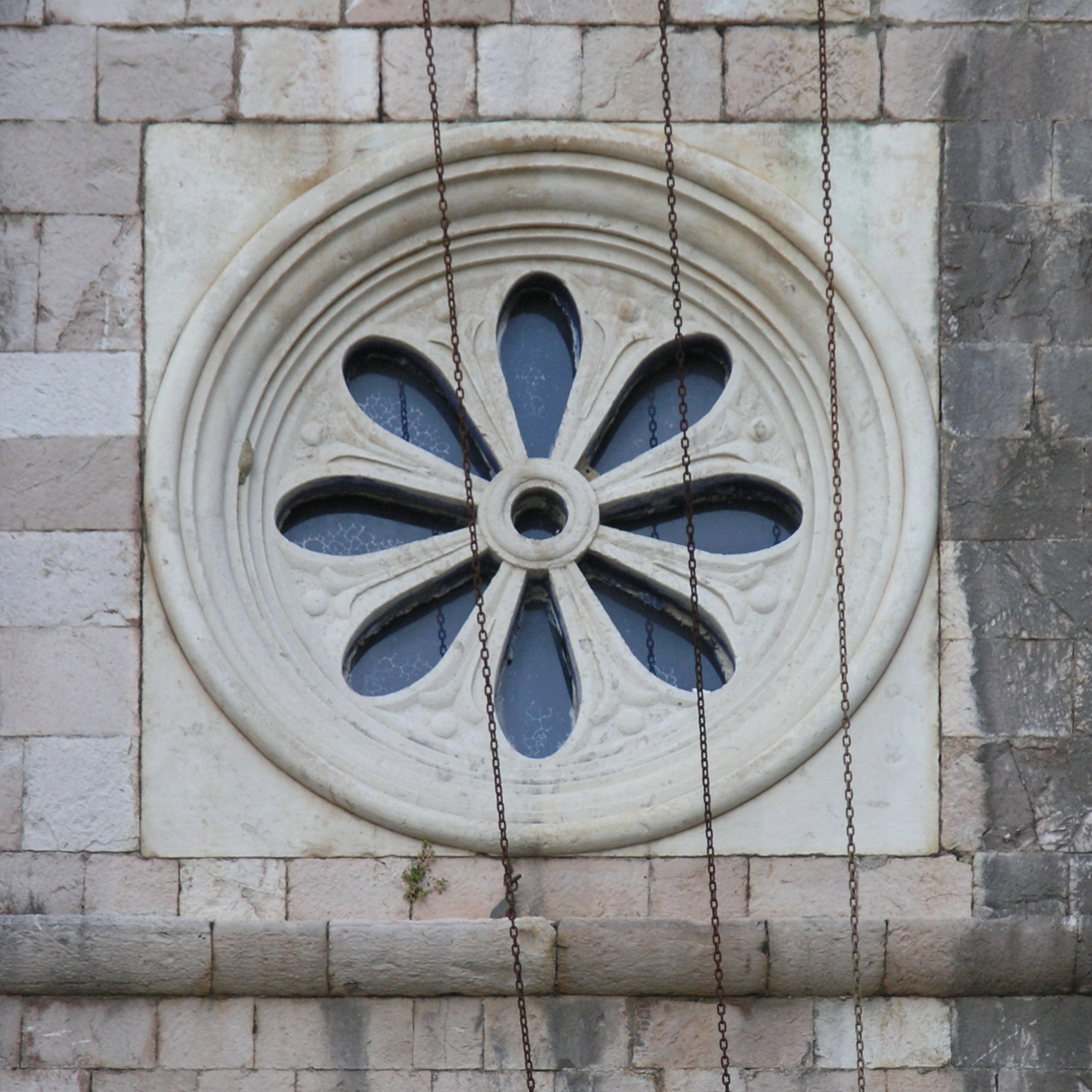
A Szent Miklós templom rózsaablaka
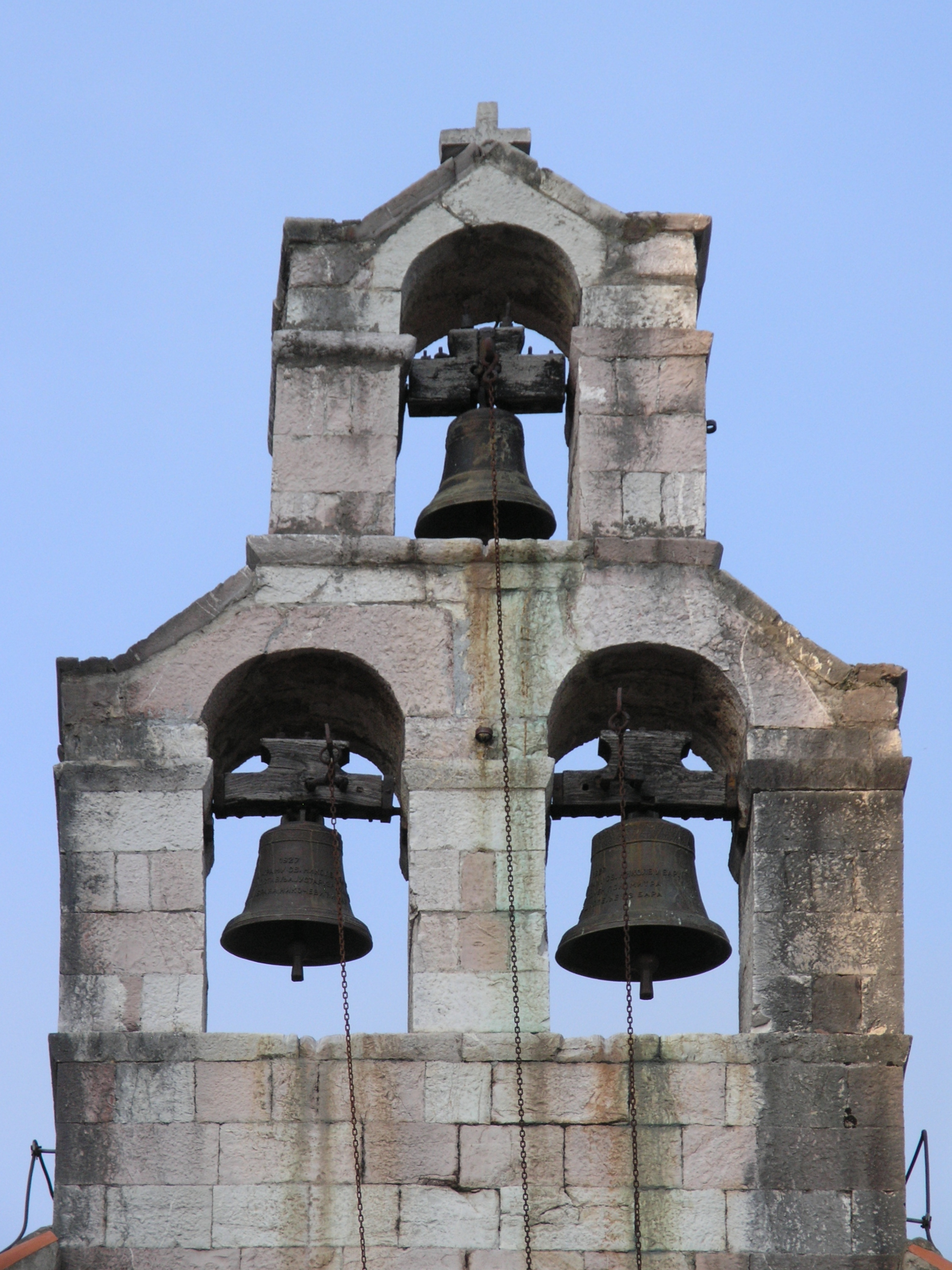
A Szent Miklós templom harangjai
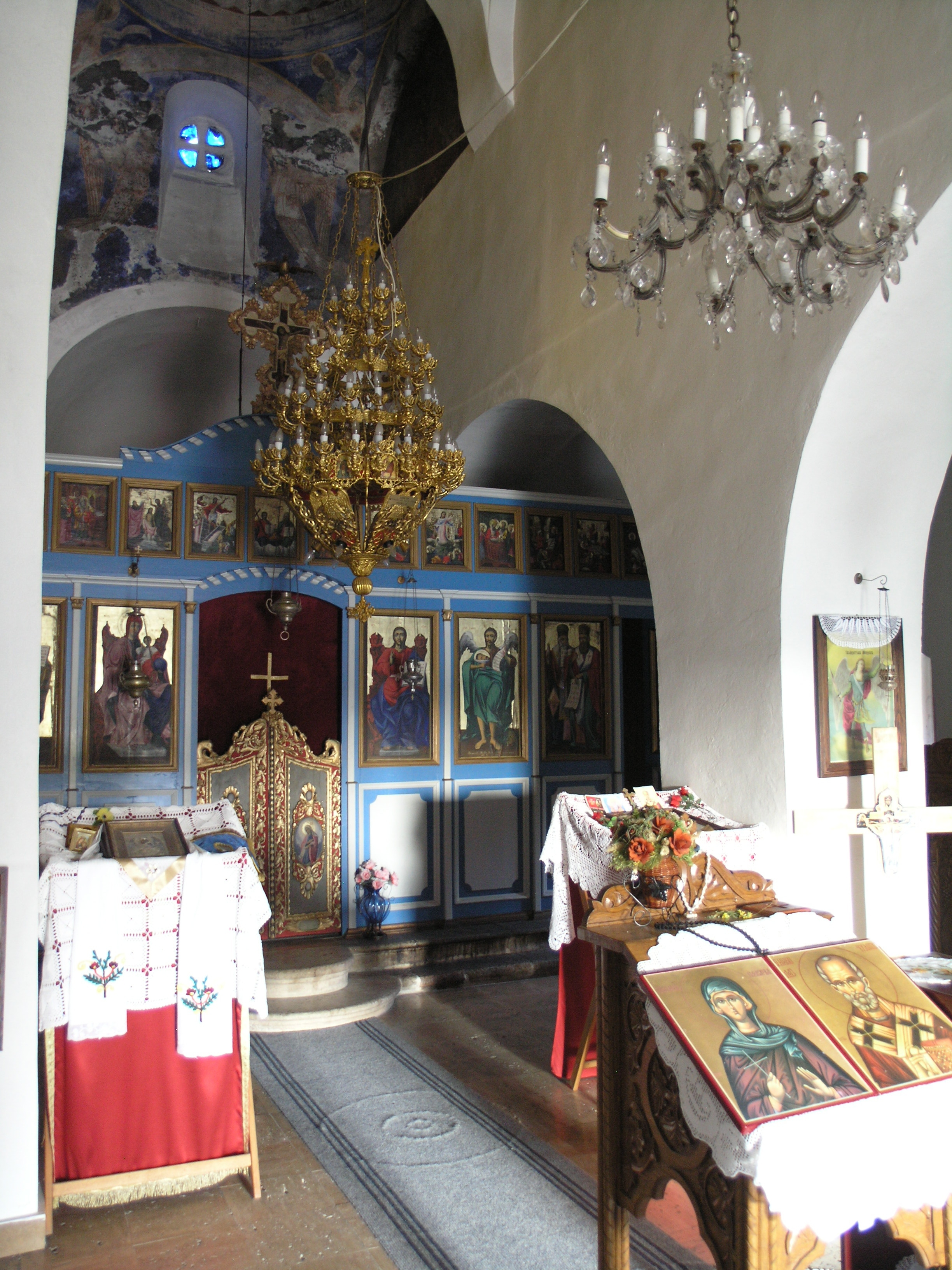
A Szent Miklós templom belseje
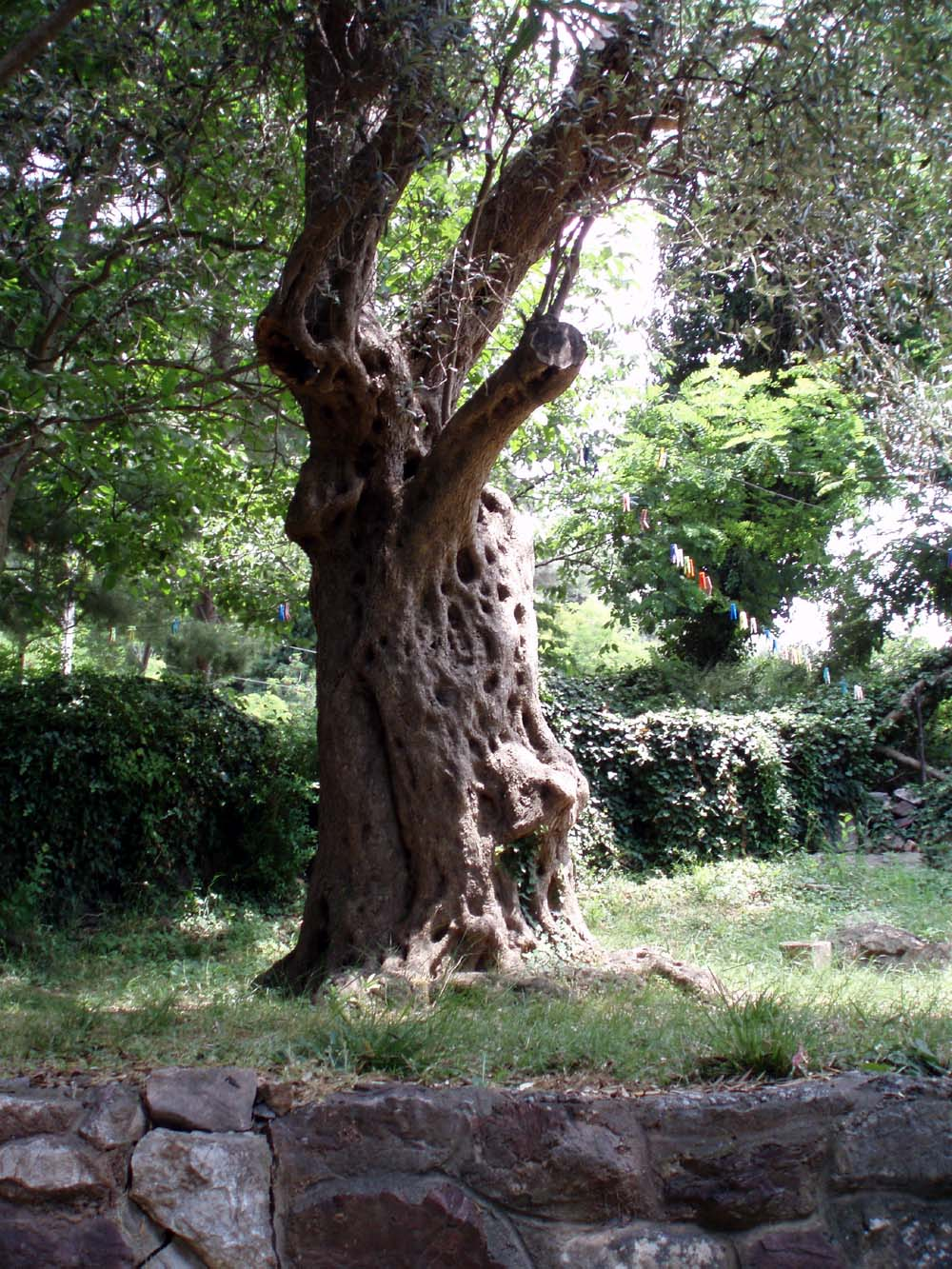
Egy öreg olajfa Bar olajfaligeteiből
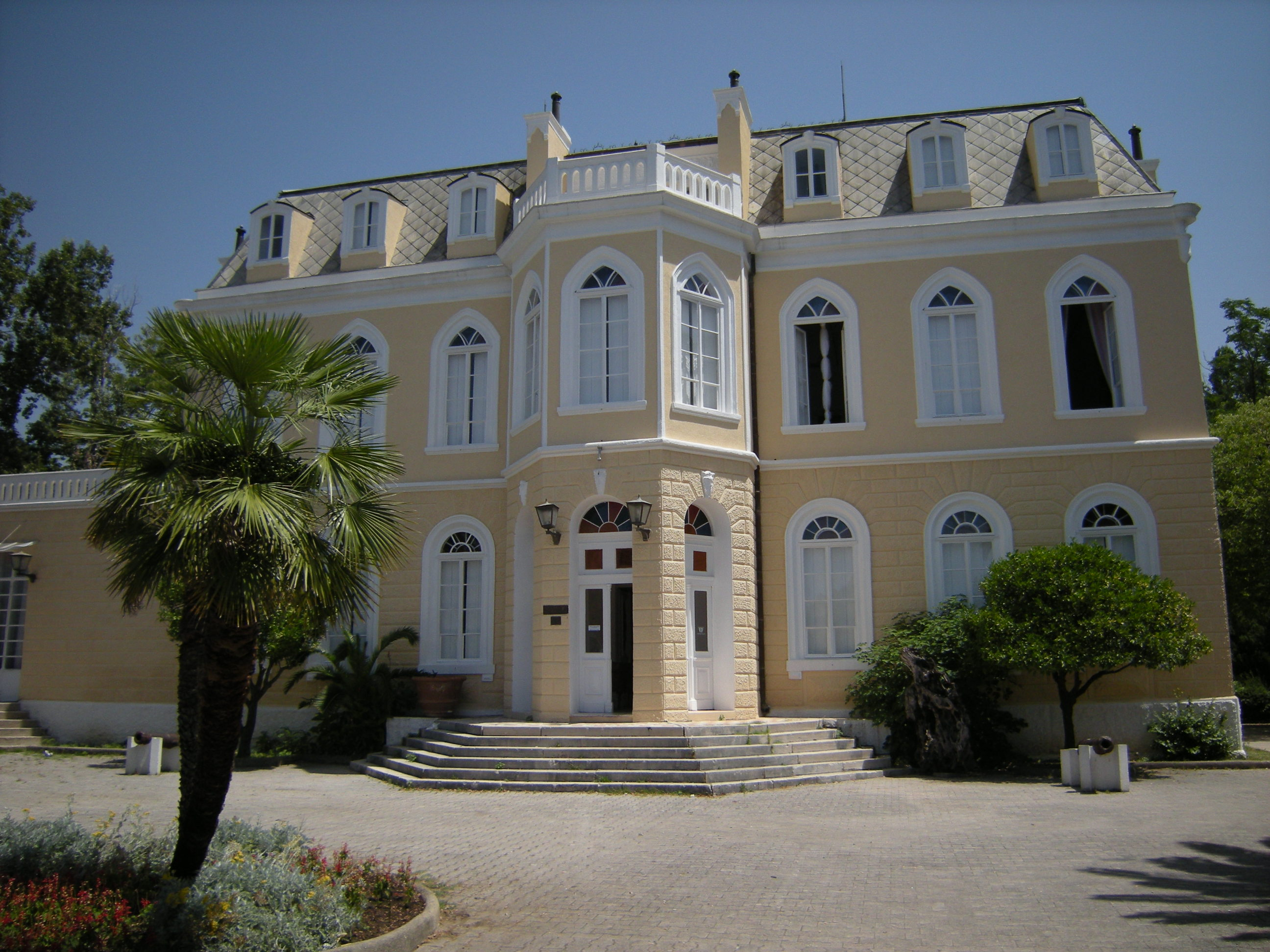
I. Miklós király nyári palotája 1896-ban épült
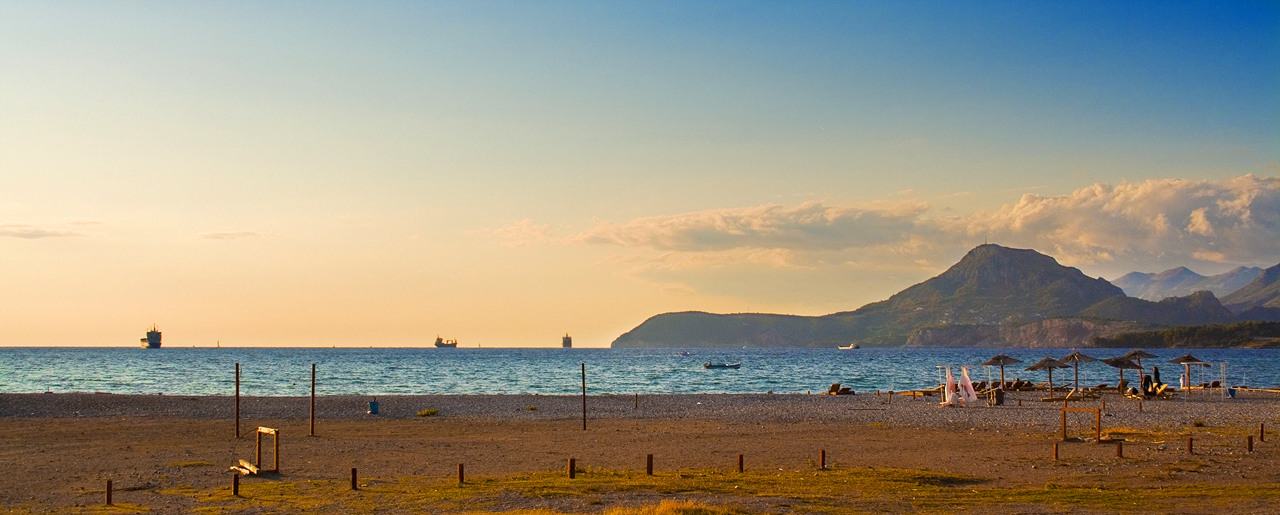
A legnagyobb városi strand